# Nănești
Nănești (in ungherese Nánfalva) è un comune della Romania di 2 465 abitanti, ubicato nel distretto di Vrancea, nella regione storica della Moldova  
Il comune è formato dall'unione di 3 villaggi: Călienii Noi, Călienii Vechi, Nănești.